# Theódoros Pángalos (homme politique, 1938)
Pour les articles homonymes, voir Theódoros Pángalos.
Theódoros Pángalos (en grec moderne : Θεόδωρος Πάγκαλος), né le 17 août 1938 à Éleusis (royaume de Grèce) et mort le 31 mai 2023 à Athènes (Grèce), est un homme politique grec, membre du PASOK.

## Biographie
Theódoros Pángalos est le petit-fils du général Theódoros Pángalos, ancien chef de l'État et du gouvernement grec pendant une courte dictature en 1926.
Theódoros Pángalos est ministre des Affaires étrangères entre 1996 et 1999. En octobre 2009, il devient vice-président du gouvernement (chargé du Conseil de gouvernement des Affaires étrangères et de la défense ainsi que du Conseil économique et social) dans le gouvernement Giórgos Papandréou. Il est aussi président du Conseil de l'Union européenne. Le 11 novembre 2011, il est reconduit comme vice-Premier ministre dans le gouvernement d'union nationale conduit par Loukás Papadímos.
Le 26 mars 2012, il annonce qu'il met fin à sa carrière politique : il ne se présente pas aux élections législatives anticipées d'avril 2012.
Pangalos est brièvement nommé ministre de la Culture en 2000, une nomination qui a été largement critiquée, compte tenu de sa déclaration antérieure selon laquelle les artistes qui avaient protesté contre sa gestion de l'affaire Öcalan étaient des kuradomanges (grec : κουραδόμαγκες) (durs à cuire de la crotte).